# Halfway to Fivepoints
 (janvier 2023).
Albums de Anna Ternheim
Separation Road
(2007) Leaving on a Mayday
(2008)
Halfway to Fivepoints est le troisième album de la chanteuse suédoise Anna Ternheim, sorti le 22 avril 2008 en France. Il s'agit d'une restructuration de son précédent album additionnée de quatre nouveaux titres.

## Liste des titres
- Girl Laying Down
- Bridges
- Today Is a Good Day
- Little Lies
- Such a Lonely Soul
- To Be Gone
- No Subtle Men
- Lovers Dream
- Ones They Blame
- You Mean Nothing to Me Anymore
- Black Widow
- Halfway to Fivepoints